# Mythicomyia trepta
Mythicomyia trepta är en tvåvingeart som beskrevs av Hall 1976. Mythicomyia trepta ingår i släktet Mythicomyia och familjen svävflugor. Inga underarter finns listade i Catalogue of Life.